# Spolia opima
Spolia opima (lateinisch für reiche Beute, Nominativ Plural zu lateinisch spolium, Beute, Raub und opimus, fett, reich, übertr. (erbeutete) Feldherrnrüstung) ist in der Zeit der Römischen Republik die Bezeichnung für eine durch den römischen Heerführer eigenhändig im Zweikampf erbeutete Rüstung eines besiegten feindlichen Feldherrn. Die Beutestücke wurden unterteilt in prima, secunda und tertia spolia, also Beutestücke ersten, zweiten und dritten Ranges, die dementsprechend entweder dem Iuppiter Feretrius, dem Mars oder dem Quirinus geweiht wurden.
In der römischen Geschichte gelang das Erbeuten der Rüstung eines feindlichen Anführers durch einen römischen Heerführer nur Romulus gegen Acron, Aulus Cornelius Cossus gegen Lars Tolumnius und Marcus Claudius Marcellus gegen Viridomarus. Den Anspruch des Marcus Licinius Crassus (eines Enkels des gleichnamigen Triumvirs), nach einem Sieg über den Anführer der Bastarner im Jahr 29 v. Chr. ebenfalls die spolia opima zu weihen, wies Augustus zurück, weil Crassus nicht der oberste Befehlshaber gewesen sei, sondern nur Unterfeldherr des Augustus.